# Jana Helmbold-Doyé
Jana Helmbold-Doyé (* 1972) ist eine deutsche Ägyptologin.

## Leben und Wirken
Jana Helmbold-Doyé studierte von 1991 bis 2001 Ägyptologie im Hauptfach sowie Sudanarchäologie und Klassische Archäologie in den Nebenfächern an der Humboldt- und der Freien Universität Berlin. Direkt im Anschluss wurde sie Wissenschaftliche Mitarbeiterin im Rahmen des Verbundprojektes Virtuelle Archäologie an der Berliner Zentrale des Deutschen Archäologischen Institut. Schwerpunkte ihrer Arbeit waren dort die Datenbankrecherche und die Datenaufbereitung sowie das 3D-Modelling zu den Orten Dahschur, Siwa, Abydos und Elephantine. Zur selben Zeit wurde sie zudem wissenschaftliche Hilfskraft im Rahmen des Sonderforschungsbereiches (SFB) 586 Differenz und Integration – Wechselwirkungen zwischen nomadischen und sesshaften Lebensformen in Zivilisationen der Alten Welt, Halle-Wittenberg/Leipzig an der Universität Leipzig. Hier bearbeitete sie innerhalb des Teilbereiches D2 schwerpunktmäßig die Keramik aus Aniba. Im Rahmen der SFB-Tätigkeit weilte sie für jeweils mehrere Wochen in Rom, Philadelphia in den USA sowie Kairo/Assuan in Ägypten. Die Tätigkeit beim Deutschen Archäologischen Institut endete im Juli, beim SFB im Dezember 2003. Im September 2004 wurde Helmbold-Doyé Wissenschaftliche Mitarbeiterin des Forschungsvorhabens Die römische Nekropole von Hermupolis – Tuna el-Gebel, das zunächst an der Humboldt-Universität, ab Juni 2005 am Roemer- und Pelizaeus-Museum in Hildesheim angesiedelt war. Auch zu dieser Tätigkeit gehörten mehrwöchige Auslandsaufenthalte, bei denen sie die Feldarbeit in Tuna el-Gebel in Ägypten leitete. Die Promotion schloss sie im August 2009 ab, Thema der Dissertation war Ägypten und die antike Mittelmeerwelt – Die Gräber und Heiligtümer einer gräkoägyptischen Bevölkerung auf Pharos (Alexandria).
Zum November 2010 wechselte Helmbold-Doyé als Wissenschaftliche Mitarbeiterin zum gemeinsamen Forschungsvorhaben Das Gräberfeld S/SA in Aniba – Strukturen und Realitäten der ägyptischen Präsenz in Unternubien vom Mittleren Reich bis in die Dritte Zwischenzeit der Humboldt-Universität in Berlin sowie der Universität Leipzig. Im November 2012 wurde sie Wissenschaftliche Mitarbeiterin und Kuratorin am Ägyptischen Museum der Staatlichen Museen zu Berlin. Nach zehn Jahren am Berliner Museum wechselte Helmbold-Doyé in Nachfolge von Dietrich Raue als Kustodin an das Ägyptische Museum – Georg Steindorff – der Universität Leipzig und wurde zudem Wissenschaftliche Mitarbeiterin am Ägyptologischen Institut der Universität Leipzig.
Helmbold-Doyé forscht zu einem weiten Gebiet der materiellen Hinterlassenschaften der altägyptischen Kultur, Schwerpunkte hat sie bei der Interpretation von ikonographischen Details und deren Deutungsgeschichte, bei der Objektgeschichte, wobei ihr Interesse insbesondere vermeintlich unspektakulären Artefakten gilt, dem Zusammenspiel der Kulturen des Altertums und hier insbesondere von Transformationsprozessen, der Akkulturation und der Hybridität. Hinzu kommt ein Interesse für die Forschungsgeschichte Ägyptischer Sammlungen.

## Publikationen (Auswahl)
- Pharos (Alexandria) – Insel der Gräber und Heiligtümer. Humboldt-Universität zu Berlin, Berlin 2009 [Dissertation, zwei Teilbände und ein Anlagenband].
  - Druckfassung: Pharos (Alexandria). Insel der Gräber und Heiligtümer (=  Internet-Beiträge zur Ägyptologie und Sudanarchäologie. Band 23). Golden House Publications, London 2021, ISBN 978-1-906137-73-1 (Digitalisat).
- mit Klaus Finneiser, Jessica Jancziak, Olivia Zorn: Alltag – Luxus – Schutz. Schmuck im Alten Ägypten (= Sonderschriften der Ägyptischen Sammlung. Band 3). Ägyptisches Museum und Papyrussammlung, Staatliche Museen zu Berlin, Berlin 2015, ISBN 978-3-88609-760-9.
- mit Anne Seiler: Die Keramik aus dem Friedhof S/SA von Aniba (Unternubien) (= Beiheft der Zeitschrift für Ägyptische Sprache und Altertumskunde. Band 8). De Gruyter, Berlin 2019, ISBN 978-3-11-054987-4, ISBN 978-3-11-062017-7 (E-Book).

Herausgeberschaften
- mit Jessica Jancziak: „Wechselnde Identitäten“. Eine Ausstellung mit Werken von Gleb Bas (= Sonderschriften der Ägyptischen Sammlung. Band 4). Ägyptisches Museum und Papyrussammlung, Staatliche Museen zu Berlin, Berlin 2015, ISBN 978-3-88609-770-8.
- mit Thomas L. Gertzen: Mosse im Museum. Die Stiftungstätigkeit des Berliner Verlegers Rudolf Mosse (1843–1920) für das Ägyptische Museum Berlin.   Hentrich & Hentrich, Berlin 2017, ISBN 978-3-95565-221-0.
- Aline und ihre Kinder. Mumien aus dem römerzeitlichen Ägypten (= Ägypten im Blick. Band 2). Verlag Dr. Ludwig Reichert, Wiesbaden 2017, ISBN 978-3-95490-193-7.
- mit Thomas L. Gertzen: Reise durch Nubien – Fotos einer Expedition um 1900. Travels in Nubia – photographs of an expedition around 1900 (= Menschen, Reisen, Forschungen. Band 4). Verlag Dr. Ludwig Reichert, Wiesbaden 2020, ISBN 978-3-95490-367-2.
- mit Silke Gallert: Abenteuer am Nil. Preußen und die Ägyptologie 1842–1845. Kulturverlag Kadmos Berlin, Berlin 2022, ISBN 978-3-86599-534-6.